# 凯门多尔拉尔
凯门多尔拉尔，是匈牙利佐洛州所辖的一个村，总面积16.07平方公里，总人口521，人口密度32.4人/平方公里（2010年1月1日）。